# Extended Versions (Ringo Starr)
Extended Versions è il ventunesimo album solista di Ringo Starr (il sesto dal vivo, escludendo la raccolta The Anthology...So Far, uscito il 23 marzo 2004 su etichetta Koch.
Ennesimo album dal vivo per Ringo e la sua All-Starr Band, tratto dal tour del 2001.
I componenti della band sono Ian Hunter, Howard Jones, Roger Hodgson, Sheil E, Greg Lake e Mark Rivera.

## Tracce
1. Yellow Submarine (Lennon-McCartney) - 2:57
2. Karn Evil 9 (Greg Lake) - 5:30
3. It Don't Come Easy (Ringo Starr) - 2:56
4. I Still Love Rock n'Roll (Ian Hunter) - 4:35
5. Act Naturally (Russell-Morrison) - 2:29
6. Photograph (Ringo Starr) - 3:41
7. Love Bizarre (Sheila E) - 4:05
8. With a Little Help from My Friends (Lennon-McCartney) - 4:59
9. Everlasting Love (Howard Jones) - 5:13
10. Glamorous Life (Sheila E) - 5:09